# Dafydd ab Owain Gwynedd
Dafydd ab Owain Gwynedd (Regno del Gwynedd, XII secolo – ...) regnò sul Gwynedd dal 1170 al 1195 come successore di Owain Gwynedd.
Per un periodo governò insieme ai suoi fratelli Maelgwn ab Owain Gwynedd e Rhodri ab Owain Gwynedd.
Nacque dal matrimonio tra Owain Gwynedd e sua cugina Cristin, figlia di Goronwy, unione che, però, non fu riconosciuta dalla Chiesa. Daffyd fu quindi considerato un figlio illegittimo. Comparve per la prima volta sulla scena nel 1157, quando Enrico II d'Inghilterra invase il Gwynedd. Dafydd fu coinvolto in una schermaglia vicino Basingwerk in cui il sovrano inglese fu quasi ucciso. Nel 1165 attaccò Tegeingl e la saccheggiò.
Dopo la morte del padre nel 1170, lui e i suoi fratelli entrarono in competizione per il potere. Dafydd e Rhodri, unite le loro forze, attaccarono e uccisero il fratello Hywel ab Owain Gwynedd. Dafydd cacciò Maelgwn ab Owain Gwynedd nel 1173. Il fratello Cynan morì nel 1174. Lo stesso anno Dafydd catturò e imprigionò Maelgwn ab Owain Gwynedd, rientrato dall'esilio irlandese, e lo stesso Rhodri. Finalmente era il solo re del Gwynedd e nell'estate del 1174 sposò Emma d'Angiò, figlia illegittima di Goffredo V d'Angiò, e sorellastra di Enrico II. Dalla loro unione nacquero quattro figli: Owain, Einion, Gwenllian e Gwenhwyfar.
Nel 1175 Rhodri scappò e attaccò il fratello, conquistando tutto il territorio del Gwynedd ad ovest del fiume Conwy. Dafydd mantenne le regioni orientali e nel 1177 ebbe alcuni possedimenti in Inghilterra da Enrico II.
Nel 1194 Dafydd fu sconfitto dal nipote Llywelyn ap Iorwerth a Aberconwy, che fu aiutato in questa impresa dai cugini (i figli di Cynan ab Owain Gwynedd). Dafydd fu privato della maggior parte dei suoi possedimenti e imprigionato nel 1197. Rilasciato l'anno successivo grazie agli sforzi di Hubert Walter, arcivescovo di Canterbury, si ritirò in Inghilterra, dove morì nel maggio del 1203. Emma, invece, morì attorno al 1214.